# 维尔德克
维尔德克（德語：Wildeck，發音：[ˈvɪldɛk]）是德国黑森州卡塞尔行政区黑斯费尔德-罗滕堡县的市镇，面积39.93平方千米，2023年12月31日人口为4,978人。